# CAP (Kiel)
Das Erlebniszentrum CAP Kiel – Kai City Center befindet sich in der Kieler Innenstadt. Es ist direkt mit dem Kieler Hauptbahnhof verbunden. Der Name „CAP“ ist ein Fantasiename.

## Allgemeines
Das CAP Kiel wurde im Jahre 1994/1995 errichtet. Es verfügt über mehrere Restaurants, ein Großkino (Cinemaxx), ein Automatencasino, eine Bowlingbahn und auch eine Diskothek. Über ein oberes Geschoss gestattet das Erlebniszentrum CAP Kiel – Kai City Center einen sehr guten Ausblick über den Hafenabschluss, insbesondere aber auch auf den Germaniahafen und auf das Hochhauscenter am Germaniahafen. Nicht direkt mit dem CAP Kiel verbunden, aber dennoch im bzw. am selben Gebäudekomplex befindet sich ein InterCityHotel und das Parkhaus.
Im Jahr 2010 wurde es erneut umgebaut und erfuhr im Wesentlichen eine Veränderung der Ladenpassage und der Eingangsbereiche unter Beibehaltung der Lokalitäten.

## Lage und Verkehrsanbindung
Das Einkaufszentrum befindet sich in der Kaistraße und liegt damit mitten im Zentrum von Kiel. Es besitzt drei Ein- und Ausgänge: der eine Ein- und Ausgang befindet sich direkt im Bahnhof, der andere auf der gegenüber liegenden Seite (Kieler Förde) und der dritte Ein- und Ausgang befindet sich direkt neben dem Eingang vom InterCityHotel Kiel auf der Seite der Kaisertreppe (Bahnhofsvorplatz).
In wenigen Gehminuten sind die Fähr- und Kreuzfahrt-Terminals zu erreichen. Ebenfalls wenige Gehminuten entfernt ist das Einkaufszentrum Sophienhof.